# 부산경호고등학교
부산경호고등학교(釜山警護高等學校)는 대한민국 부산광역시 금정구 금사동에 위치한 특성화 고등학교이다.

## 학교 연혁
- 1970년 8월 1일: 새길 선도학원 설립
- 1988년 2월 20일: 문교부 학력인정 사회교육시설인가(부산교위10호6)(주간:9학급, 야간:12학급)
- 1992년 2월 28일: 동상실업학교 교명 변경(주간:12학급, 야간:9학급)
- 1995년 2월 4일: 동상실업학교 교칙 변경(주간:12학급, 야간:12학급)
- 1995년 3월 6일:	1995학년도 신입생 입학식(480명)
- 1996년 2월 14일: 1995학년도 졸업식(267명)
- 1996년 03월 4일: 1996학년도 입학식(주:3, 야:4)
- 1997년 2월 13일: 1996학년도 졸업식(339명)
- 1997년 3월 5일: 1997학년도 입학식(주:4, 야:4) 480명 입학
- 1998년 2월 13일: 1997학년도 졸업식 (448명)
- 1998년 3월 5일: 1998학년도 입학식(주:4, 야:4) 480명 입학
- 1999년 2월 11일: 1998학년도 졸업식 (303명)
- 1999년 3월 5일: 1999학년도 입학식(주:4, 야:4) 382명 입학
- 2000년 2월 8일: 1999학년도 졸업식(465명)
- 2000년 3월 6일: 2000학년도 입학식
- 2001년 2월 14일: 2000학년도 졸업식(433명)
- 2001년 3월 05일: 2001학년도 입학식
- 2002년 2월 15일: 2001학년도 졸업식(366명)
- 2002년 3월 1일: 부산경호고등학교로 교명변경(경호과 2학급, 호텔조리과 3학급인가)